# Иоганн V (граф Ольденбурга)
Иоганн V (нем. Johann V. von Oldenburg; 1460 — 10 февраля 1526) — граф Ольденбурга и Дельменхорста в 1483—1526 годах (также считается Иоганном XIV, с учетом не правивших тезок). Его родителями были Герхард VI, граф Ольденбурга, и Адельхейда Текленбургская.

## Биография
После смерти своего отца Иоганн одолел своих братьев и стал графом Ольденбурга. В своем стремлении захватить власть в графстве Иоганн вторгся на болота Везера и прибрежные регионы Штадланд и Бутъядинген с наемниками в апреле 1499 года, которые принадлежали архиепископству Бремен. Иоганн V нанял «Черную Стражу» — вольный отряд наемников под командованием Ульриха фон Дорнума, который разгромил свободных крестьян Штадланда и Бутъядингена в двух сражениях. Уже в ноябре Магнус Саксен-Лауэнбургский, регента Хадельна, нанял «Черную Стражу», а Иоганн не смог перекупить наемников и был вынужден отказаться от завоевания Вюрстена.
Кампания Иоганна V стала началом серии кампаний по закабалению свободных крестьян земель у Северного моря и речных болот: вскоре соседние феодальные правители покорили Дитмаршен, Хадельн, Кединген, Вилстермарш, также известный как Эльбские Болота, Бутъядинген и Штадланд, а также Штединген, Вюрден и Вюрстен. Князь-архиепископ Бремена Иоганн Роде затем попытался сформировать военный союз, чтобы отразить нападения Иоганна и предотвратить дальнейшие вторжения, опасались за Вюрстен. Союз объединил города Бремен, Гамбург и Штаде и смог обезопасить земли вниз по течению реки Эльбы и Везер. Свободные крестьяне Штадланда и Бутъядингена освободились от господства Ольденбурга лишь в апреле 1500 года, поддержанные Восточной Фрисландией.
Иоганн V смог сдержать своего внешнего противника, Эдцарда I, графа Восточной Фрисландии, за счет продуманных военных альянсов. Во время распри между Эдцардом и Георгом Саксонским в январе 1514 года он в союзе с герцогом Брауншвейг-Люнебургским атаковал Эдцарда. Иоганн смог вновь покорить Бутъядинген и Штадланд, а также занял часть Фрисландии. Он попытался удержать эти земли в своих руках, но в 1517 году был вынужден принять их как фьеф от Генриха V, герцога Брауншвейг-Люнебургского. Первоначально герцог Брауншвейг занял Бутъядинген, но после неудачного восстания крестьян в 1515 году он постепенно передал право собственности на область Иоганну V, и в 1523 году Бутъядинген стал частью графства Ольденбург.
Иоганн V умер в 1526 году. После смерти отца его сыновья Иоганн VI, Христоф, Георг и Антон I управляли графством совместно.

### Семья и дети
Иоганн был женат на Анне Ангальт-Цербстской, дочери Георга I, принца Ангальт-Дессау. Их дети:
- Иоганн VI
- Анна Ольденбургская
- Георг
- Христоф
- Антон I
- Мориц
- Маргарита